# フィクサー (2007年の映画)
『フィクサー』（原題：Michael Clayton）は、2007年公開のアメリカ映画。ジョージ・クルーニー主演。監督・脚本をトニー・ギルロイが行い、彼の初監督作品でもある。第80回アカデミー賞で作品賞を含む7部門にノミネートし、ティルダ・スウィントンが助演女優賞を受賞した。

## ストーリー
NYの大手弁護士事務所のフィクサー（揉み消し屋）であるマイケル・クレイトンは自らの仕事に嫌気が差していた。そのためにフィクサーの仕事から足を洗おうと考え兼業していた料理屋は失敗し、多額の負債を抱えて金銭問題に追われていた。
その頃、マイケルが勤める弁護士事務所は、農薬関連の大企業U・ノース社側の被告人弁護士として大規模集団訴訟を抱えていた。訴訟が大詰めを迎えていたさなか、主任弁護士で、事務所一の敏腕弁護士でもあるアーサー・イーデンスが全裸になるという奇行に走る。NYからマイケルがすぐに派遣され、友人でもあるアーサーの起こした件の対応に走らされる。アーサーは自分は正気だと言うが当然誰にも信用してもらえず、鬱病の再発だと考えたマイケルはひとまずホテルに軟禁する。しかし、アーサーは行方をくらましてしまう。マイケルはアーサーの問題と自身の経済問題に奔走することになる。
実は一連のできごとは、アーサーが良心から依頼人のU・ノース社を裏切ろうと考えたものだった。アーサーは訴訟を根底からひっくり返し、原告を大勝利に導く、U・ノース社の機密文書を手に入れていた。そしてアーサーはその書類をマイケルに託す。書類に気付いたU・ノース社の法務部本部長カレン・クラウダーは、秘密裏にアーサーを監視させる。そして、弁護士事務所の対応も信用できなくなった彼女は雇った男たちを使ってアーサーを自殺に見せかけて殺すと、文書を手に入れたマイケルをも殺そうとする。しかし、マイケルは運良く難を逃れ、所持品を残して自分が死んだように見せかける。
被告有利でU・ノース社と原告との間の和解が進む中、カレンの前にマイケルが現れる。彼は機密文書と引き換えに大金を要求し、カレンはこの提案を受け入れる。しかし、これはマイケルが弟の刑事ジーンと組んで仕掛けた罠であった。カレンらは待機していた警察に逮捕される。それを見届けたマイケルはビルを出るとタクシーに乗り込み、運転手に50ドルを渡して適当に流してくれてという。タクシーが去っていくところで物語は終わる。

## キャスト
マイケル・R・クレイトン
演 - ジョージ・クルーニー、日本語吹替 - 小山力也
アメリカ最大の法律事務所"Kenner, Bach, and Ledeen"の弁護士。59年にNYの聖ヨセフ病院で生まれ、77年オレンジ郡のワシントンビル中央高校を卒業。80年セント・ジョンズ大学、82年フォーダム法科大を卒業。82年～86年までクイーンズで地方検事補、86年にマンハッタン・クイーンズ組織犯罪対策部隊（Organized Crime Task Force）に所属。90年から現職。
アーサー・イーデンス
演 - トム・ウィルキンソン、日本語吹替 - 菅生隆之
同事務所でU・ノース社の訴訟担当弁護士。マイケルの同僚であり友人。
カレン・クラウダー
演 - ティルダ・スウィントン、日本語吹替 - 日野由利加
U・ノース社の法務部ゼネラル・カウンセル（インハウスローヤー）。
マーティ・バック
演 - シドニー・ポラック、日本語吹替 - 塚田正昭
法律事務所"Kenner, Bach, and Ledeen"の代表。
バリー・グリッソム
演 - マイルズ・オキーフ、日本語吹替 - 魚建
マイケルの同僚。
ドン・ジェフリーズ
演 - ケン・ハワード、日本語吹替 - 立川三貴
U・ノース社のCEO。
アナ
演 - メリット・ウェヴァー
集団訴訟の原告の1人。
ヘンリー・クレイトン
演 - オースティン・ウィリアムズ、日本語吹替 - 小林由美子
マイケルの息子。
ジーン・クレイトン
演 - ショーン・カレン
マイケルの弟。ニューヨーク市警の刑事。
ティミー・クレイトン
演 - デイヴィッド・ランズベリー
マイケルの従弟。マイケルに任された店を潰して借金を負わせる。
ダルベルト刑事
演 - デイヴィッド・ザヤス
ミスター・ヴァーン
演 - ロバート・プレスコット、日本語吹替 - 檀臣幸
U・ノース社が雇った男。
ミスター・イケル
演 - テリー・セルピコ、日本語吹替 - 世古陽丸
U・ノース社が雇った男。
ゲイブ・ゼイベル
演 - ビル・レイモンド、日本語吹替 - 伊井篤史
ミスター・グリーア
演 - デニス・オヘア
ウエストチェスターの富豪で、事務所のクライアント。ひき逃げ事件を起こす。

## スタッフ
- 脚本・監督：トニー・ギルロイ
- 製作：シドニー・ポラック、スティーヴン・サミュエルズ、ジェニファー・フォックス、ケリー・オレント
- 製作総指揮：スティーヴン・ソダーバーグ、ジョージ・クルーニー、ジェームズ・A・ホルト、アンソニー・ミンゲラ
- 撮影監督：ロバート・エルスウィット
- 美術：ケヴィン・トンプソン
- 編集：ジョン・ギルロイ
- 音楽：ジェームズ・ニュートン・ハワード
- 衣装：サラ・エドワーズ
- キャスティング：エレン・チェノウェス

## 評価
レビュー・アグリゲーターのRotten Tomatoesでは205件のレビューで支持率は91%、平均点は7.60/10となった。Metacriticでは36件のレビューを基に加重平均値が82/100となった。

## 主な受賞
- アカデミー賞：助演女優賞
- 英国アカデミー賞：助演女優賞
- カンザスシティ映画批評家協会賞：助演女優賞
- ロンドン映画批評家協会賞：英国助演女優賞
- ナショナル・ボード・オブ・レビュー：主演男優賞
- サンフランシスコ映画批評家協会賞：主演男優賞
- サテライト賞：助演男優賞
- バンクーバー映画協会賞：助演女優賞
- 映画館大賞「映画館スタッフが選ぶ、2008年に最もスクリーンで輝いた映画」第81位